# ماريا دانيلسون
ماريا دانيلسون (بالسويدية: Maria Danielsson)‏ هي متزلجة سويدية، ولدت في 28 يوليو 1981 في Leksand ‏ في السويد.

## وصلات خارجية
- ماريا دانيلسون على موقع الاتحاد الدولي للتزلج (ركوب لوح الثلج) (الإنجليزية)
- ماريا دانيلسون على موقع أوليمبيديا (الإنجليزية)
- ماريا دانيلسون على موقع اللجنة الأولمبية السويدية (السويدية)